# Euagrus cavernicola
Euagrus cavernicola är en spindelart som beskrevs av Willis J. Gertsch 1971. Euagrus cavernicola ingår i släktet Euagrus och familjen Dipluridae. Inga underarter finns listade i Catalogue of Life.